# Idiomas en el Festival de la Canción de Eurovisión

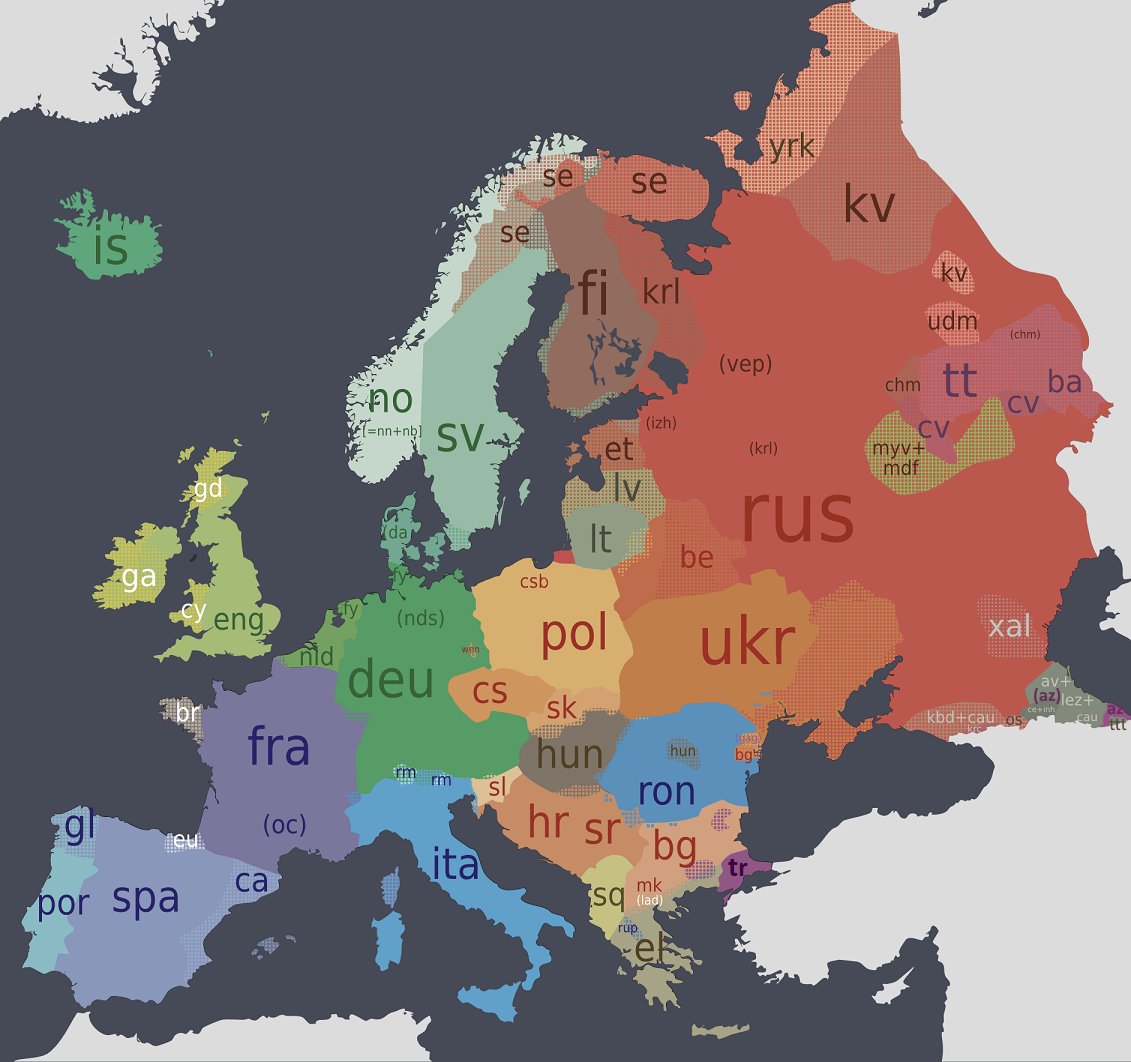
Mapa lingüístico de Europa.

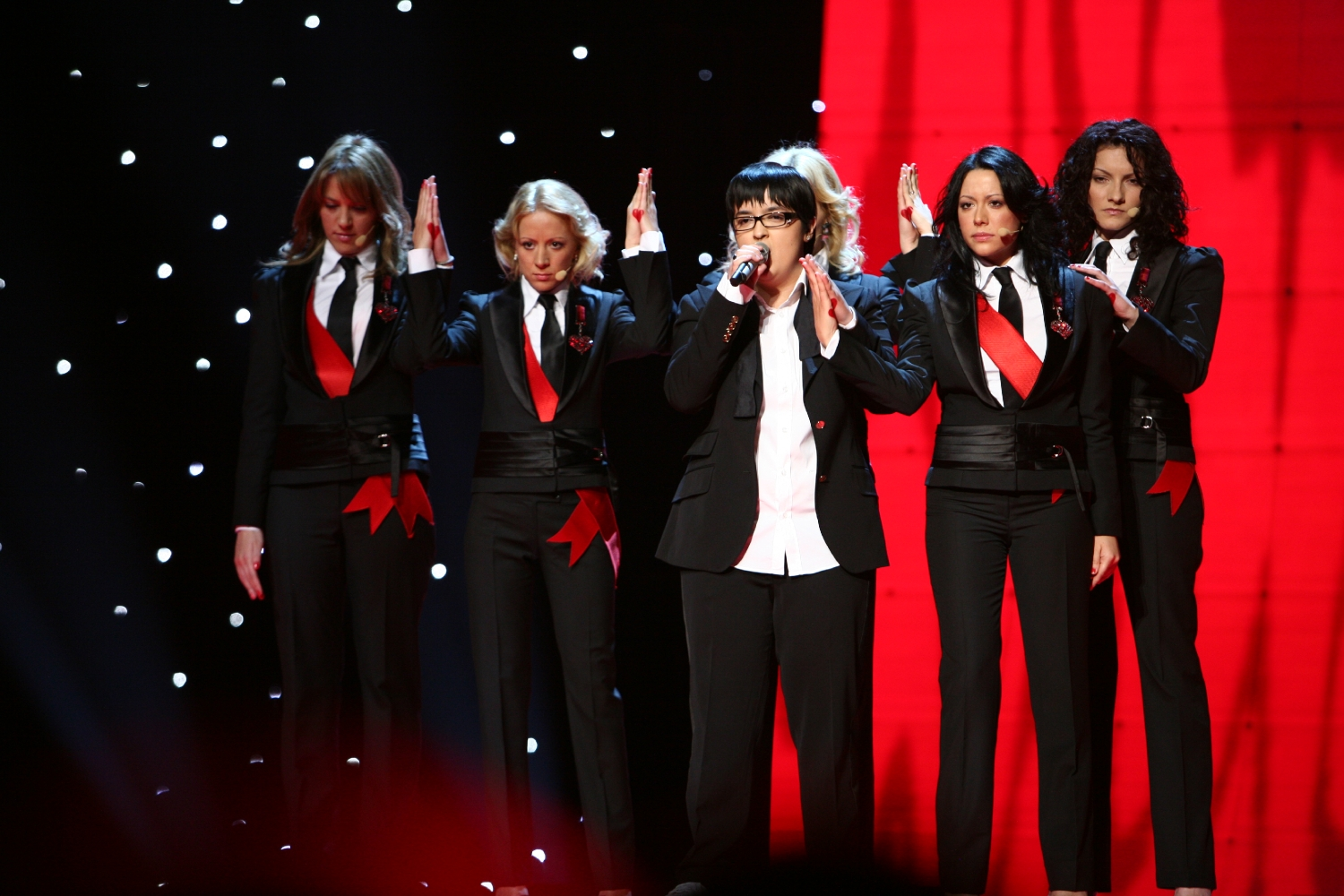
«Molitva», ganadora de 2007 por Serbia, fue el primer tema ganador que no estaba interpretado en inglés desde 1998.

La utilización de distintos idiomas en el Festival de la Canción de Eurovisión es uno de los conceptos más característicos de dicho festival. Los organizadores del evento, la Unión Europea de Radiodifusión (UER), han modificado en varias ocasiones la normativa sobre la utilización de algún idioma para una canción. Aunque actualmente cualquier país puede inscribir una canción en cualquier idioma, en ediciones pasadas existía una restricción que obligaba a los participantes a enviar un tema únicamente en el idioma oficial o nacional del país que representaba. Esto último hizo que gran variedad de lenguajes y dialectos fueran presentados dentro del Festival de Eurovisión, de tal modo que, hasta la edición de 2016, canciones en más de sesenta idiomas distintos se han presentado en el concurso.

## Reglas sobre el idioma
Desde 1956 hasta 1965, no existía ninguna norma que restringiera el lenguaje en el cual la canción podría ser interpretada. Sin embargo, en 1965, Suecia fue representada con el tema «Absent friend» interpretado totalmente en inglés. Al año siguiente, se implantó la nueva regla en la que se exigía que las canciones debían ser interpretadas en uno de los idiomas oficiales o nacionales del país participante.
Estas restricciones se mantuvieron hasta 1973, cuando la norma se levantó y los artistas volvieron a tener la libertad para cantar en el idioma que desearan. Varios ganadores de mediados de la década de 1970 tomaron ventaja de esta libertad, y la mayoría de los artistas que no tenían al inglés como lengua materna interpretaron sus temas en dicho idioma. «Waterloo», ganadora por Suecia en 1974 y «Ding-A-Dong», ganadora por los Países Bajos son un ejemplo de esto. En 1977, y luego de cuatro años, la UER decidió revertir la norma sobre libertad de idioma. No obstante, como Alemania y Bélgica ya habían seleccionado sus canciones antes de la aplicación de la nueva normativa, se les permitió emplear el inglés durante su participación en ese año.
Durante los siguientes 22 años, todos los países utilizaron sus respectivos idiomas oficiales y nacionales. Sin embargo, varias canciones (como la española «Made In Spain» de 1988,  la croata «Don't Ever Cry» de 1993, la austriaca «One Step» de 1997  y la ganadora yugoslava «Rock Me» de 1989) sólo tenían el título y una línea de la canción en un idioma foráneo, generalmente en inglés. Otras repetían continuamente durante gran parte de la canción una misma frase en inglés, junto con estrofas en el idioma nacional, como fue el caso de «Sing me a Song», de los Países Bajos en 1983 ya que la regla idiomática permitía este supuesto.
Finalmente, en 1999, la normativa fue nuevamente cambiada, permitiendo la libertad de elegir el idioma. Desde entonces, muchos países han optado por enviar la mayoría de sus temas representantes en inglés dejando a un lado su idioma nativo, como los países nórdicos y los de Europa oriental. Por su lado, otros han decidido mezclar dos o más idiomas en una misma canción, generalmente el inglés y su idioma oficial; Finalmente, los idiomas artificiales también han sido utilizados por Bélgica y los Países Bajos.

## Idiomas utilizados en el Festival de la Canción de Eurovisión
La siguiente lista corresponde a todos los idiomas utilizados durante la historia del Festival de la Canción de Eurovisión, ya sea para interpretar todo un tema o sólo un fragmento. La lista incluye las canciones que han sido interpretadas tanto en finales como en semifinales. Los idiomas que aparecieron en el mismo año están ordenados de acuerdo al orden de aparición de cada año. Los idiomas imaginarios no aplican.
| Primera aparición | Primera aparición | Primera aparición | Primera aparición   | Primera aparición                   | Primera aparición                                                     |
| N.º               | Año               | Idioma            | País                | Artista                             | Canción                                                               |
| ----------------- | ----------------- | ----------------- | ------------------- | ----------------------------------- | --------------------------------------------------------------------- |
| 1                 | 1956              | Neerlandés        | Países Bajos        | Jetty Paerl                         | «De vogels van Holland»                                               |
| 2                 | 1956              | Alemán            | Suiza               | Lys Assia                           | «Das alte Karussell»                                                  |
| 3                 | 1956              | Francés           | Bélgica             | Fud Leclerc                         | «Messieurs les noyés de la Seine»                                     |
| 4                 | 1956              | Italiano          | Italia              | Franca Raimondi                     | «Aprite le finestre»                                                  |
| 5                 | 1957              | Inglés            | Reino Unido         | Patricia Bredin                     | «All»                                                                 |
| 6                 | 1957              | Danés             | Dinamarca           | Birthe Wilke y Gustav Winckler      | «Skibet skal sejle i nat»                                             |
| 7                 | 1958              | Sueco             | Suecia              | Alice Babs                          | «Lilla stjärna»                                                       |
| 8                 | 1960              | Luxemburgués      | Luxemburgo          | Camillo Felgen                      | «So laang we's du do bast»                                            |
| 9                 | 1960              | Noruego           | Noruega             | Nora Brockstedt                     | «Voi voi»                                                             |
| 10                | 1961              | Español           | España              | Conchita Bautista                   | «Estando contigo»                                                     |
| 11                | 1961              | Finés             | Finlandia           | Laila Kinnunen                      | «Valoa ikkunassa»                                                     |
| 12                | 1961              | Serbio            | Yugoslavia          | Ljiljana Petrovic                   | «Неке давне звезде» («Neke davne zvezde»)                             |
| 13                | 1963              | Croata            | Yugoslavia          | Vice Vukov                          | «Brodovi»                                                             |
| 14                | 1964              | Portugués         | Portugal            | António Calvário                    | «Oração»                                                              |
| 15                | 1964              | Bosnio            | Yugoslavia          | Sabahudin Kurt                      | «Život je sklopio krug»                                               |
| 16                | 1966              | Esloveno          | Yugoslavia          | Berta Ambrož                        | «Brez besed»                                                          |
| 17                | 1971              | Vienés            | Austria             | Marianne Mendt                      | «Musik»                                                               |
| 18                | 1971              | Maltés            | Malta               | Joe Grech                           | «Marija L-Maltija»                                                    |
| 19                | 1972              | Irlandés          | Irlanda             | Sandie Jones                        | «Ceol an ghrá»                                                        |
| 20                | 1973              | Hebreo            | Israel              | Ilanit                              | «אי שם» («Ai sham»)                                                   |
| 21                | 1974              | Griego            | Grecia              | Marinella                           | «Κρασί, θάλασσα και τ' αγόρι μου» («Krasi, thalassa kai t'agopi mou») |
| 22                | 1975              | Turco             | Turquía             | Semiha Yanki                        | «Seninle bir dakika»                                                  |
| 23                | 1980              | Árabe             | Marruecos           | Samira Bensaid                      | «بطاقة حب» («Bitaqet hobb»)                                           |
| 24                | 1986              | Islandés          | Islandia            | ICY                                 | «Gleðibankinn»                                                        |
| 25                | 1989              | Romanche          | Suiza               | Furbaz                              | «Viver senza tei»                                                     |
| 26                | 1991              | Napolitano        | Italia              | Peppino Di Capri                    | «Comme è ddoce 'o mare»                                               |
| 27                | 1992              | Criollo haitiano  | Francia             | Kali                                | «Monté la riviè»                                                      |
| 28                | 1993              | Corso             | Francia             | Patrick Fiori                       | «Mama Corsica»                                                        |
| 29                | 1994              | Estonio           | Estonia             | Silvi Vrait                         | «Nagu merelaine»                                                      |
| 30                | 1994              | Rumano            | Rumania             | Dan Bittman                         | «Dincolo de nori»                                                     |
| 31                | 1994              | Eslovaco          | Eslovaquia          | Tublatanka                          | «Nekonecná piesen»                                                    |
| 32                | 1994              | Lituano           | Lituania            | Ovidijus Vyšniauskas                | «Lopšine mylimai»                                                     |
| 33                | 1994              | Húngaro           | Hungría             | Friderika Bayer                     | «Kinek mondjam el vétkeimet?»                                         |
| 34                | 1994              | Ruso              | Rusia               | Youddiph                            | «Вечный стрaнник» («Vječnij stranjik»)                                |
| 35                | 1994              | Polaco            | Polonia             | Edyta Górniak                       | «To nie ja»                                                           |
| 36                | 1996              | Alto alemán       | Austria             | Georg Nussbaumer                    | «Weil's dr guat got»                                                  |
| 37                | 1996              | Bretón            | Francia             | Dan Ar Braz & L'Héritage des Celtes | «Diwanit Bugale»                                                      |
| 38                | 1998              | Macedonio         | Macedonia del Norte | Vlado Janevski                      | «Не зори, зоро» («Ne zori, zoro»)                                     |
| 39                | 1999              | Samogitiano       | Lituania            | Aiste Smilgeviciute                 | «Strazdas»                                                            |
| 40                | 2003              | Austro-bávaro     | Austria             | Alf Poier                           | «Weil der Mensch zählt»                                               |
| 41                | 2003              | Artificial        | Bélgica             | Urban Trad                          | «Sanomi»                                                              |
| 42                | 2004              | Letón             | Letonia             | Fomins & Kleins                     | «Dziesma par laimi»                                                   |
| 43                | 2004              | Catalán           | Andorra             | Marta Roure                         | «Jugarem a estimar-nos»                                               |
| 44                | 2004              | Ucraniano         | Ucrania             | Ruslana                             | «Wild dances»                                                         |
| 45                | 2004              | Võro              | Estonia             | Neiokõsõ                            | «Tii»                                                                 |
| 46                | 2005              | Lengua de señas   | Letonia             | Valters and Kaža                    | «The War Is Not Over»                                                 |
| 47                | 2005              | Montenegrino      | Serbia y Montenegro | No Name                             | «Zauvijek moja»                                                       |
| 48                | 2006              | Albanés           | Albania             | Luiz Ejlli                          | «Zjarr e ftohtë»                                                      |
| 49                | 2006              | Tahitiano         | Mónaco              | Séverine Ferrer                     | «La Coco-Dance»                                                       |
| 50                | 2007              | Búlgaro           | Bulgaria            | Elitsa Todorova & Stoyan Yankoulov  | «Water»                                                               |
| 51                | 2007              | Checo             | República Checa     | Kabát                               | «Malá dáma»                                                           |
| 52                | 2007              | Armenio           | Armenia             | Hayko                               | «Anytime you need»                                                    |
| 53                | 2009              | Romaní            | República Checa     | Gipsy.cz                            | «Aven Romale»                                                         |
| 54                | 2010              | Carelio           | Finlandia           | Kuunkuiskaajat                      | «Työlki ellää»                                                        |
| 55                | 2011              | Suajili           | Noruega             | Stella Mwangi                       | «Haba haba»                                                           |
| 56                | 2012              | Udmurto           | Rusia               | Buránovskiye Bábushki               | «Party for everybody»                                                 |
| 57                | 2012              | Azerí             | Bulgaria            | Sofi Marinova                       | «Love Unlimited»                                                      |
| 58                | 2012              | Georgiano         | Georgia             | Anri Jokhadze                       | «I'm a Joker»                                                         |
| 59                | 2016              | Griego póntico    | Grecia              | Argo                                | «Utopian land»                                                        |
| 60                | 2016              | Tártaro de Crimea | Ucrania             | Jamala                              | «1944»                                                                |
| 61                | 2017              | Bielorruso        | Bielorrusia         | NAVI                                | «Гісторыя майго жыцця» («Historyja majho žyccia»)                     |
| 62                | 2017              | Sánscrito         | Italia              | Francesco Gabbani                   | «Occidentali's karma»                                                 |
| 63                | 2018              | Torlak            | Serbia              | Sanja Ilić y Balkanika              | «Nova deca» (Нова деца)                                               |
| 64                | 2019              | Sami del norte    | Noruega             | KEiiNO                              | «Spirit in the Sky»                                                   |
| 65                | 2019              | Abjasio           | Georgia             | Oto Nemsadze                        | «Keep on going»                                                       |
| 66                | 2020              | Japonés           | Azerbaiyán          | Efendi                              | «Cleopatra»                                                           |
| 67                | 2020              | Amhárico          | Israel              | Eden Alene                          | «Feker Libi»                                                          |
| 68                | 2021              | Sranan tongo      | Países Bajos        | Jeangu Macrooy                      | «Birth Of A New Age»                                                  |
| 69                | 2022              | Latín             | Serbia              | Konstrakta                          | «In corpore sano»                                                     |
| 70                | 2023              | Albanés gheg      | Albania             | Albina & Familja Kelmendi           | «Duje»                                                                |
| 71                | 2024              | Yankunytjatjara   | Australia           | Electric Fields                     | «One Milkali (One Blood)»                                             |